# Цигенаші (Ясси)
Цигенаші (рум. Țigănași) — село у повіті Ясси в Румунії. Входить до складу комуни Цигенаші.
Село розташоване на відстані 338 км на північ від Бухареста, 21 км на північний захід від Ясс.

## Населення
За даними перепису населення 2002 року у селі проживали 1278 осіб, з них 1277 осіб (99,9%) румунів. Рідною мовою 1277 осіб (99,9%) назвали румунську.